# 야시카 링스 14E
야시카 링스 14E(Yashica Lynx 14E)는 35mm 레인지 파인더 카메라다.

## 사양
- 제조회사: 야시카
- 출시년도: 링스 14(1965), 링스 14E(1969)
- 카메라 타입: 35mm 레인지 파인더 카메라
- 포커싱: 수동, 합치식 레인지 파인더
- 랜즈 마운트: 고정
- 셔터: 코팔 SV 맆 셔터 B - 1/500
- 노출 미터: CdS
- 노출 모드: 수동
- A SA/ISO 범위: 10–800
- 슈: 콜드 슈
- TTL 플래시: 없음
- 모타 구동: 없음
- 배터리: PX625A (모델 14) 또는 PX640A (모델 14E)